# Calidris maritima
El correlimos oscuro (Calidris maritima) es una pequeña ave limícola.

## Descripción
Los adultos tienen patas cortas y amarillas y un pico fino y oscuro de base amarilla. El cuerpo es oscuro en la parte superior, con un ligero matiz purpúreo y blanquecino en la parte inferior. El pecho está moteado de gris y los ojos son negros.
Habita y cría en la tundra y las islas del Ártico en Canadá, Groenlandia y las zonas costeras del noroeste de Europa. Anidan en el suelo en rocas elevadas o rincones oscuros. Los machos construyen varios nidos; la hembra termina eligiendo uno y pone entre 3-4 huevos. El macho asume la principal responsabilidad en la incubación y el cuidado de los polluelos. Los jóvenes se alimentan por sí mismos.
En Gran Bretaña, estas aves se reúnen en gran número en invierno en la costa este y sur de la isla, donde se concentran en las zonas rocosas adyacentes al mar. No suele criar en las islas británicas, salvo en puntos localizados del Parque Nacional de Cairngorms, donde 1-3 parejas se han reproducido desde la década de 1970. El registro del período de cría de esta especie en el Reino Unido está supervisado y archivo por el Rare Breeding Birds Panel.
Son una especie migratoria, dirigiéndose hacia las zonas atlánticas libres de hielo durante el invierno. La mayoría se dirigen hacia el sur llegando hasta Carolina del Norte en América y el norte de Portugal en Europa. Durante la migración son muy gregarios, formando pequeñas bandas, a menudo en compañía de vuelvepiedras. Se trata de una especie bastante dócil.
Se alimentan en las costas rocosas, capturando su alimento mediante la vista, principalmente pequeños insectos, moluscos y crustáceos y también algunas algas.
El correlimos oscuro es una de las especies a las que se aplica el Acuerdo de conservación de Aves Acuáticas Migratorias de África-Eurasia.
En 1994 se descubrió un híbrido natural entre esta especie y el correlimos común en Inglaterra.

## Galería con diversos tipos de plumaje

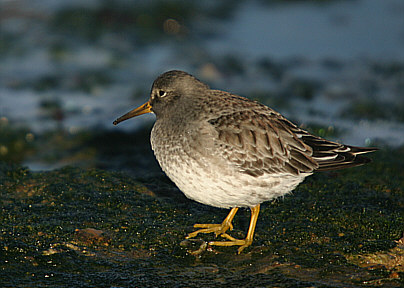
Adulto en invierno en Lowestoft, RU
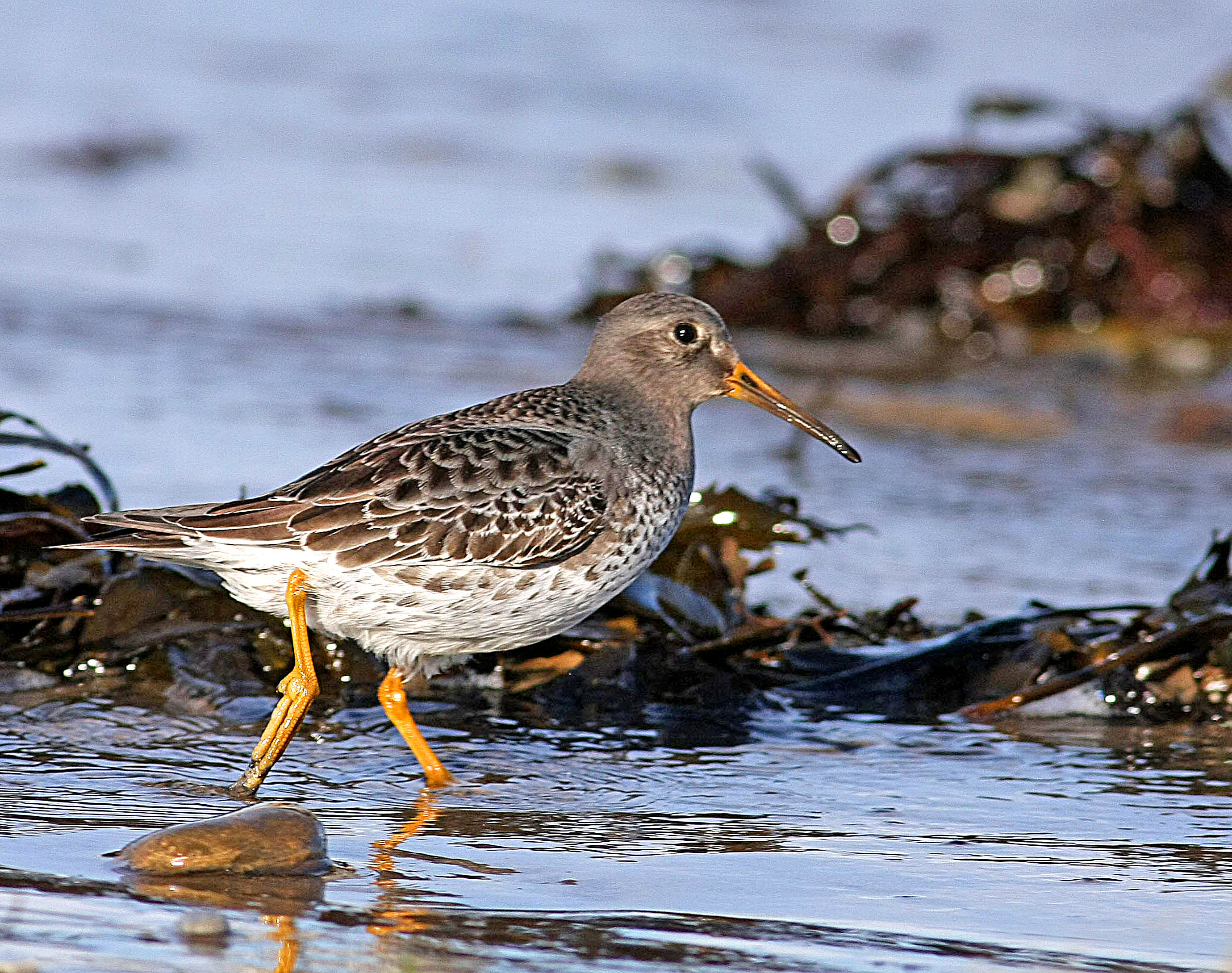
Adulto en verano en Northumberland, junio de 2008
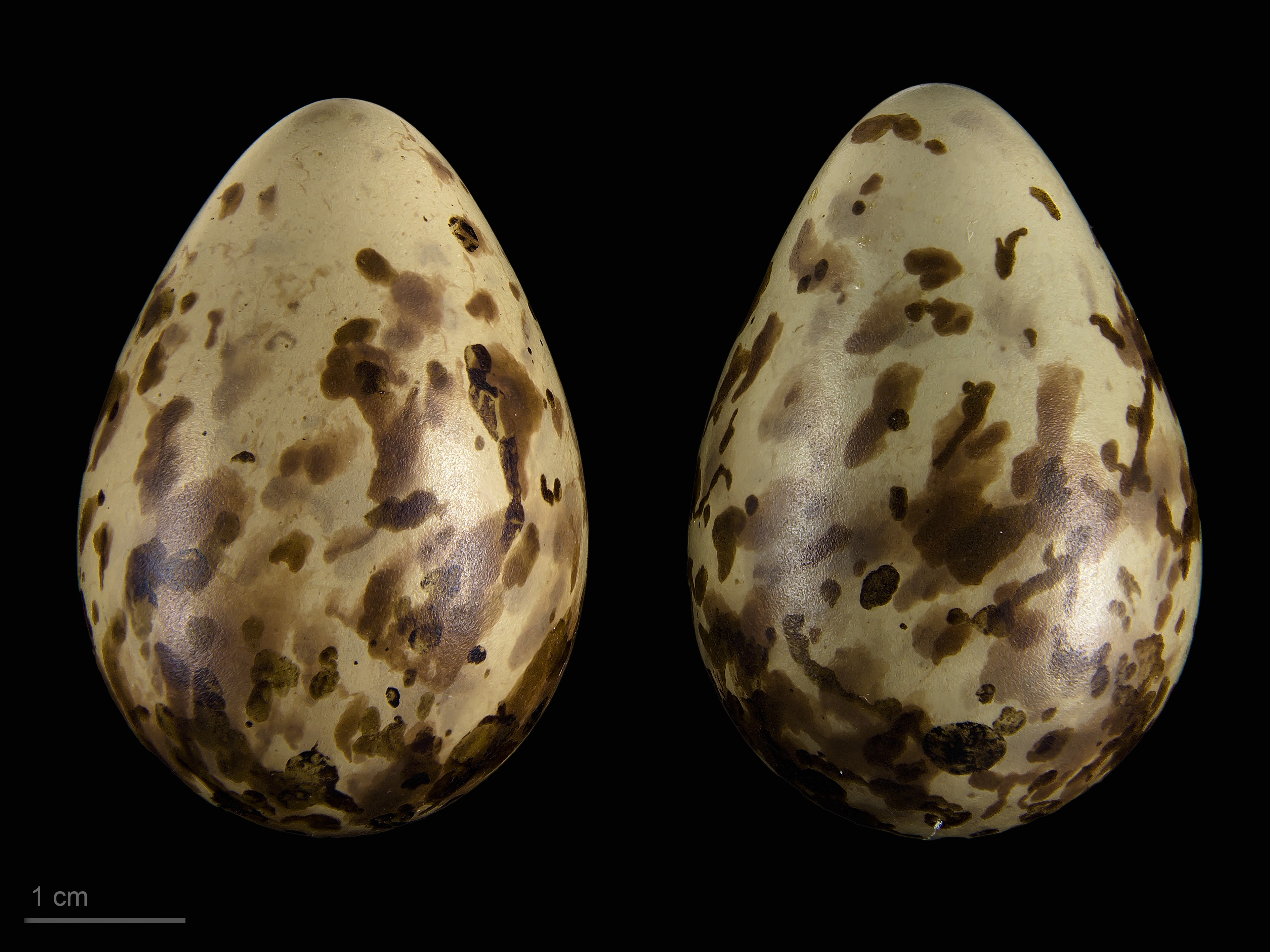
Calidris maritima maritima - MHNT